# ورتدل
ورتدل (به لاتین: Vartdal) یک منطقهٔ مسکونی در نروژ است که در مور او رومسدال واقع شده‌است.

## خصوصیات
ورتدل ۱۲۵ کیلومترمربع مساحت دارد.